# 미국식 중국 요리

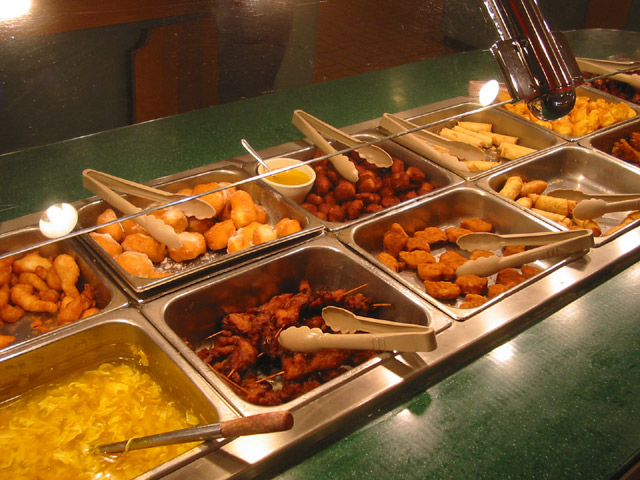

미국식 중국 요리(美國式中國料理, 영어: American Chinese cuisine 어메리컨 차이니즈 퀴진[*])는 중국계 미국인이 개발한 중국 요리 스타일이다. 이 요리들은 수많은 북아메리카 중국 식당에서 미국인들 입맛에 맞춰 서빙되며 중국에서 볼 수 있는 음식과는 상당히 다른 경우가 종종 있다.

## 요리

### 중국에 없는 미국식 중국 요리
미국식 중국 요리 식당 메뉴에 보이는 음식은 다음을 포함한다:
- 로열 비프
- 몽골리언 비프
- 베이징 비프
- 비프 앤드 브로콜리
- 세서미 치킨
- 스시 - 전통적인 일본 요리의 일부임에도 불구하고 일부 미국식 중국 요리는 뷔페 등에서 여러 종류의 초밥을 서빙한다.
- 아몬드 치킨
- 오렌지 치킨
- 완탄 스트립
- 제너럴 쏘 치킨
- 진저 비프
- 차이니즈 치킨 샐러드
- 찹 수이
- 크래브 랭군
- 페퍼 스테이크
- 포춘 쿠키
- 프라이드 완탄

### 중국에 있는 미국식 중국 요리
- 로 메인 (로우민)
- 메이 펀 (미펀)
- 무슈 포크 (무쉬러우)
- 에그 롤 (단쥐안)
- 에그 푸 영 (푸융단)
- 완탄 수프 (완탄)
- 진저 프라이드 비프 (간차오뉴러우쓰)
- 프라이드 라이스 (차오판)
- 차우 메인 (차오몐)
- 캐슈 치킨 (야오궈지딩)
- 쿵 파오 치킨 (궁바오지딩)
- 훌라탕 (후라탕)

## 미국식 중국 요리 체인 음식점
- 차이나 코스트
- 차이니즈 고멧 익스프레스
- Leeann Chin
- Manchu Wok
- 판다 익스프레스
- 페이 웨이 아시안 다이너
- 피에프창
- 픽 업 스틱스
- 더 그레이트 월
- 스터 크레이지
- 차알(Cha'R)

## 같이 보기
- 중국 요리
- 미국 요리
- 포춘 쿠키